# Olympische Sommerspiele 1912/Leichtathletik – 4 × 400 m (Männer)
Der 4-mal-400-Meter-Staffellauf der Männer bei den Olympischen Spielen 1912 in Stockholm wurde am 14. und 15. Juli 1912 im Stockholmer Olympiastadion ausgetragen. 28 Athleten nahmen daran teil.
Diese Disziplin wurde erstmals bei Olympischen Spielen durchgeführt. Zuvor hatte es bei den Spielen 1908 einen ersten Versuch mit Staffelwettbewerben gegeben. Ausgetragen wurde in London vor vier Jahren die sogenannte olympische Staffel mit unterschiedlichen Distanzen der einzelnen Läufer (200-200-400-800 Meter).
Olympiasieger wurde die US-amerikanische Staffel in der Besetzung Mel Sheppard, Edward Lindberg, Ted Meredith, Charles Reidpath.

Silber ging an Frankreich mit Charles Lelong, Robert Schurrer, Pierre Failliot und Charles Poulenard.

Die Bronzemedaille gewann die britische Staffel (George Nicol, Ernest Henley, James Soutter, Cyril Seedhouse).

## Rekorde

### Bestehende Rekorde
Weltrekorde waren zum Zeitpunkt der Olympischen Spiele 1912 noch inoffiziell.
| Weltrekord         | 3:18,2 min                                  | Vereinigte Staaten Harry Schaaf, Mel Sheppard, Harry Gissing, James Rosenberger | New York, USA                               | 4. September 1911                           |
| Olympischer Rekord | Wettbewerb erstmals im olympischen Programm | Wettbewerb erstmals im olympischen Programm                                     | Wettbewerb erstmals im olympischen Programm | Wettbewerb erstmals im olympischen Programm |

Anmerkung zum Weltrekord:

Die Staffel wurde über 4 × 440 Yards ausgetragen (440 Yards = 402,336 m).

### Rekordverbesserungen
Es gab einen ersten olympischen Rekord und einen Weltrekord.
- Olympischer Rekord:
  - 3:19,0 min – Großbritannien (George Nicol, Ernest Henley, James Soutter, Cyril Seedhouse), 1. Vorlauf am 14. Juli
- Weltrekord:
  - 3:16,6 min – USA (Mel Sheppard, Edward Lindberg, Ted Meredith, Charles Reidpath), Finale am 15. Juli

## Durchführung des Wettbewerbs
Es wurden insgesamt drei Vorläufe am 14. Juli durchgeführt. Die auf dem jeweils ersten Platz eingelaufenen Staffeln – hellblau unterlegt – qualifizierten sich für das Finale am 15. Juli.

## Vorläufe
Datum: 14. Juli 1912

### Vorlauf 1
| Platz | Nation         | Besetzung                                                | Zeit       | Anmerkung |
| ----- | -------------- | -------------------------------------------------------- | ---------- | --------- |
| 1     | Großbritannien | George Nicol Ernest Henley James Soutter Cyril Seedhouse | 3:19,0 min | OR        |
| 2     | Kanada         | Mel Brock John Howard Thomas Gallon John Tait            | 3:22,2 min |           |

### Vorlauf 2
| Platz | Nation             | Besetzung                                                  | Zeit       | Anmerkung |
| ----- | ------------------ | ---------------------------------------------------------- | ---------- | --------- |
| 1     | Vereinigte Staaten | Mel Sheppard Edward Lindberg Ted Meredith Charles Reidpath | 3:23,3 min |           |
| 2     | Deutsches Reich    | Hanns Braun Max Herrmann Heinrich Burkowitz Erich Lehmann  | 3:28,5 min |           |

### Vorlauf 3
| Platz | Nation     | Besetzung                                                        | Zeit       | Anmerkung |
| ----- | ---------- | ---------------------------------------------------------------- | ---------- | --------- |
| 1     | Frankreich | Charles Lelong Robert Schurrer Pierre Failliot Charles Poulenard | 3:22,5 min |           |
| 2     | Schweden   | Paul Zerling John Dahlin Eric Lindholm Knut Stenborg             | 3:25,0 min |           |
| 3     | Ungarn     | Ervin Szerelemhegyi Ödön Bodor István Déván Frigyes Wiesner      | 3:29,4 min |           |

## Finale
Datum: 15. Juli 1912
| Platz | Nation             | Besetzung                                                        | Zeit       | Anmerkung |
| ----- | ------------------ | ---------------------------------------------------------------- | ---------- | --------- |
| 1     | Vereinigte Staaten | Mel Sheppard Edward Lindberg Ted Meredith Charles Reidpath       | 3:16,6 min | WR        |
| 2     | Frankreich         | Charles Lelong Robert Schurrer Pierre Failliot Charles Poulenard | 3:20,7 min |           |
| 3     | Großbritannien     | George Nicol Ernest Henley James Soutter Cyril Seedhouse         | 3:23,2 min |           |

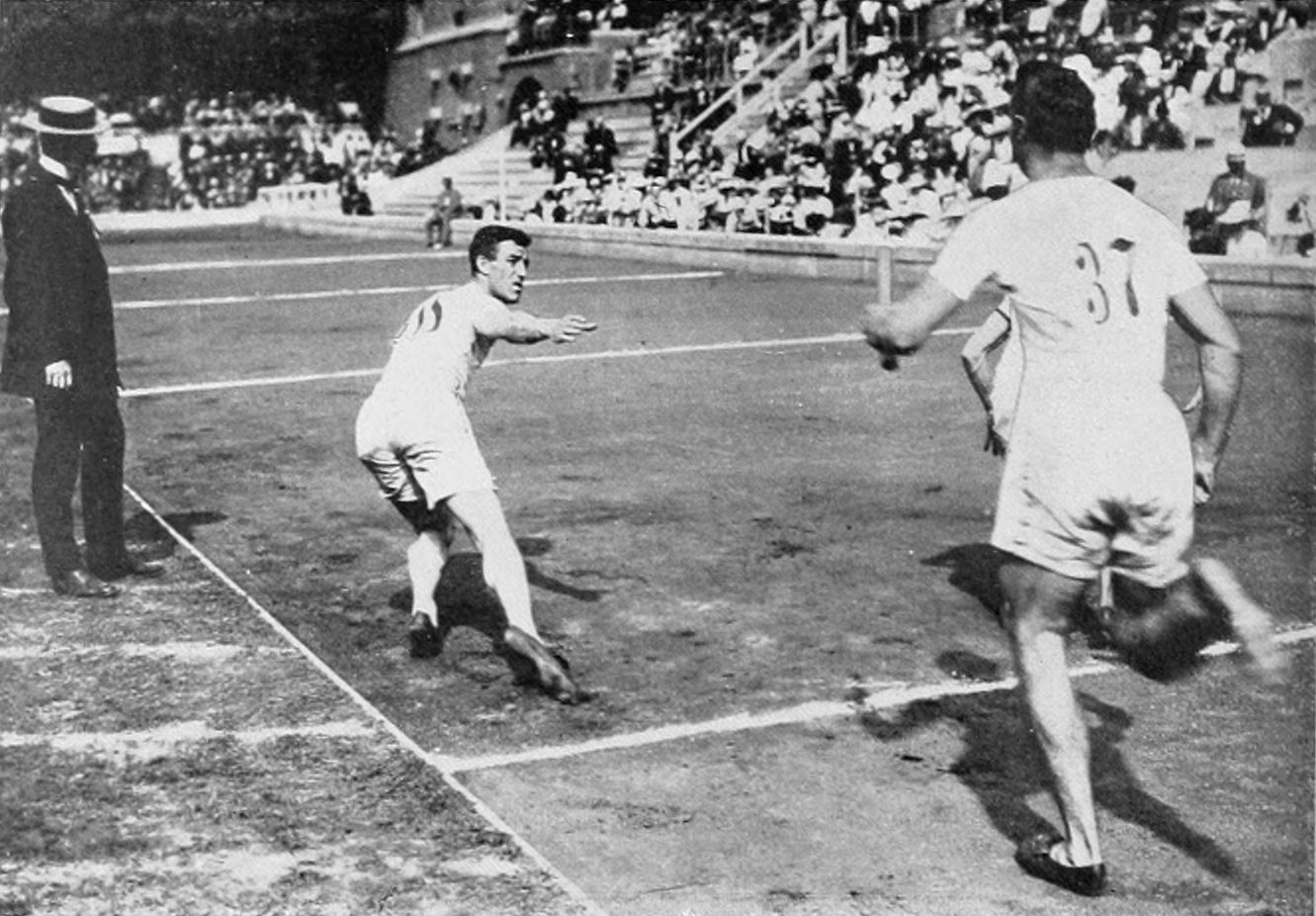
Finale, zweiter Wechsel: Edward Lindberg (Nr. 37) übergibt den Stab an Ted Meredith

Das erste olympische Finale über 4-mal 400 Meter bestritten die Staffeln der USA, Frankreichs und Großbritanniens. Die USA ging als haushoher Favorit ins Rennen, drei der vier Läufer hatten auch am Finallauf über 400 Meter teilgenommen. Edward Lindberg hatte dort die Silbermedaille gewonnen, sein Teamkamerad Charles Reidpath war Olympiasieger geworden. Ted Meredith, war über 400 Meter Vierter geworden und hatte Gold über 800 Meter gewonnen. Mel Sheppard war bis ins Halbfinale gekommen.
Die US-Staffel wurde ihrer Favoritenstellung voll gerecht. Sie gewann mit neuer Weltrekordzeit, ihr Vorsprung betrug im Ziel mehr als vier Sekunden vor der Silberstaffel aus Frankreich. Die Briten gewannen die Bronzemedaille.
Mel Sheppard, dreifacher Olympiasieger von 1908, gewann hier seine insgesamt vierte Goldmedaille.